# Гурвиц, Юлий Осипович
Юлий Осипович Гурвиц (1882, Москва — 22 февраля 1953, там же) — советский педагог-математик.

## Биография
Окончил Петришуле (1901), затем физико-математический факультет Московского университета с дипломом первой степени (1907). Работал учителем математики в реальном училище Н. М. Урвачёва, Петропавловском мужском училище и Петропавловском женском училище, в общеобразовательной 6-классной женской школе Московской Покровской общины сестёр милосердия. После революционных событий 1917 года поселился в Москве, где был директором средней школы Рогожско-Симоновского района. С 1918 года был членом президиума губернского отдела профсоюза работников просвещения. С 1919 по 1922 год был заведующим социального воспитания организованного им Городского районного отдела народного образования, а с 1922 года работал заведующим школьным отделом в Московском отделе народного образования (МОНО). После организации педагогического техникума имени Профинтерна работал в нём преподавателем математики, позже преподавал на рабфаках имени Тимирязева и имени Ленина, а также на рабфаке при НКВД.
В 1930—1934 годах — на кафедре математики в Московском инженерно-строительном институте, одновременно в 1932—1937 годах — в Вечернем рабочем институте имени Сталина, в Московском областном педагогическом институте (образованном на базе педагогического техникума имени Профинтерна), в 1947—1952 годах — доцент и декан физико-математического факультета в Московском учительском институте, с 1952 года — доцент кафедры математики Московского педагогического института имени В. И. Ленина. Преподавал также в Московском городском институте усовершенствования учителей (МГИУУ) с момента его образования в 1938 году. С 1935 года и до конца жизни преподавал математику в школе № 175 Свердловского района. В 1936 году был также назначен завучем московской средней школы № 25 (бывшая мужская гимназия Креймана).
Член редколлегии журнала «Математика в школе» с 1946 года. Заслуженный учитель школы РСФСР (1943). Отличник народного просвещения РСФСР (1944). Награждён орденом Трудового Красного Знамени (1944) и медалью К. Д. Ушинского (1946).
С 1918 года публиковал статьи и методические разработки для учителей математики («Задачи социального воспитания» в «Вестнике просвещения», 1923; «Конференция учащихся школ II ступени», там же; «Неделя помощи школе», там же; «К вопросу о реорганизации школы II ступени», «Вестник просвещения», 1924; «Программы летней школы», там же; «Новые программы ГУСа для единой трудовой школы», там же). Автор «Рабочей книги по математике» для VI класса (совместно с Е. С. Березанской, 1929), «Рабочей книги по математике» для VII класса и «Рабочей книги по математике» для школы крестьянской молодежи (1930).
Совместно с Р. В. Гангнусом опубликовал «Учебник по геометрии» в двух частях (1932 и 1934) и вводный учебник «Начальные сведения по геометрии» (1935), ставшие первыми стабильными учебниками по геометрии в стране. Эти учебники, внедрённые в качестве основного учебного пособия по геометрии для средних школ СССР, были переведены на большинство языков народов СССР и переиздавались вплоть до 1938 года, пока не был арестован один из авторов — Р. В. Гангнус. В 1936 году учебники подверглись критике со стороны Г. М. Фихтенгольца, Л. Г. Шнирельмана, С. А. Христиановича, Л. А. Люстерника, Ф. Р. Гантмахера, что закончилось направленной против них резолюцией Московского математического общества.
В 1934 и 1935 годах были изданы его методические пособия по геометрии для преподавателей школ и педагогических институтов. Вёл методический раздел в журнале «Математика в школе», отдельными брошюрами были изданы «Задачи на построение» (методический материал в помощь учителю, издание Института политехнического образования, 1936), «О подготовке к новому учебному году» (сборник материалов о работе школы, МосгорОНО, 1941), «Об улучшении преподавания геометрии в VI—VII классах» в сборнике «Математика в школе» Городского института усовершенствования учителей (1951).
Внук — математик Владимир Михайлович Тихомиров.

## Учебники
На русском языке
- Ю. И. Гурвиц, Т. Н. Крупенькин, В. Э. Фриденберг. Математика. Рабочая книга для ШКМ. 6-й год обучения. М.—Л.: Учпедгиз, 1929.
- Ю. И. Гурвиц, А. Е. Корольков, Т. Н. Крупенькин, В. Э. Фриденберг. Математика. Рабочая книга для ШКМ. 2-й год обучения. М.: Учпедгиз, 1930.
- Березанская Е. С. Гурвиц Ю. О. Калнин Р. А. Крупенькин Т. Н. Математика. Рабочая книга для 7-го года обучения. М.: Огиз, 1930. — 336 с.
- Березанская Е. С. Гурвиц Ю. О. Калнин Р. А. Крупенькин Т. Н. Фриденберг В. Э. Математика. Рабочая книга для 6 года обучения. М.: Учпедгиз, 1931. — 255 с.
- Ю. О. Гурвиц, В. Э. Фриденберг. Математика для ФЗС и ШКМ (алгебра и геометрия для 6-го года ФЗС и 2-го года ШКМ). М.—Л.: Учпедгиз, 1932.
- Ю. О. Гурвиц, Р. В. Гангнус. Начальные сведения по геометрии. Учебник для средней школы. 5 год обучения. 4-е изд. Харьков—Киев: Радянська школа, 1933.
- Р. В. Гангнус, Ю. О. Гурвиц. Геометрия. Методическое пособие по геометрии для высших педагогических учебных заведений и преподавателей средней школы. Ч. 1: Планиметрия. М.: Учпедгиз, 1934. — 320 с.
- Ю. О. Гурвиц, Р. В. Гангнус. Систематический курс геометрии: учебник для 8-го и 9-го классов средней школы. Ч. 2. Стереометрия — 3-е изд. — М.: Учпедгиз, 1935. — 128 с.
- Ю. О. Гурвиц, Р. В. Гангнус. Систематический курс геометрии, часть I, Планиметрия, для 6—8 классов, 4-е изд., 1936; часть II, Стереометрия, для 9—10 классов. М.: Учпедгиз, 1936.
- Ю. О. Гурвиц, Р. В. Гангнус. Начальные сведения по геометрии. Учебник для пятого класса неполной средней и средней школы. 4-е изд. М.: Учпедгиз, 1936.

На языках народов СССР
- אָנפֿאַנג-יעדיִעס פֿון געאָמעטריִע: לערנבוך פֿאַר דער מיטלשול: דאָס פֿינפֿטע לערניאָר (еврейский язык). М.: Эмес, 1933.
- Геометри: шор ёзо школаын: витетӥ араз: дышетон книга / Ю. О. Гурвиц, Р. В. Гангнус; берыктӥзы: И. Иванов, М. Русских. — Ижкар: Кунлэн Удмурт книга поттонэз, 1933. — (удмуртский язык) — 4100 экз.
- Geometrian systemaattinen kurssi = Sistematičeskij kurs geometrii; keskikoulun oppikirja / 1. Planimetria eli tasogeometria: VI—VIII oppivuodet (финский язык). Leningrad: Valtion kustannusliike Kirja, 1933.
- Геометриянь систематической курс: средней школасо тонавтнема книга: васенце пелькс: планиметрия: 6-8 иеть (эрзянский язык). Москов: Учпедгиз, 1933.
- Геометрилы: дышетскон книга шор школалэн 6—8 класс`ёсызлы: н / Ю. О. Гурвиц — 2-тӥ тупаса поттэмын (удмуртский язык). — Ижкар: Кунлэн Удмурт книга поттонэз, 1934.
- Geometria: şist̡emat̡içeskәj kurs: s̷әrәt s̷kola ponda: 6—8 klassezlә velәtçan kn̡iga: I tor: plan̡imetria (коми-пермяцкий язык). Sьktьvkar: Komi gosizdat, 1934.
- Geometrijalәn: şişt̡emat̡içeskәj kurs: s̷әr s̷kolaьn velәdçan kn̡iga: pervojja çaşt̡ : plan̡imetrija: 6—8 velәdçan vojas (коми-зырянский язык). Sьktьvkar: Komi gosizdat, 1934.
- Систьэмӓн гэомэтри курс: кӹдӓлӓш школын 6—8-шӹ классышты тымэньмӹ кньигӓ: пӹтӓриш чӓстьӓ: планьимэтри (марийский язык). Москва: Учпэдгиз, 1934.
- Hendesenin̡ sistematik kursь (крымскотатарский язык). Aqmesçid: Qrьm ASSR Devlet Neşrijatь, 1934.
- Giemietirije: sitete suoq otto uonna otto oskuola 5-s kьlaahьgar yөrener kinige (якутский язык). Якутск, 1935.
- Geometrian systemaattinen kurssi : keskikoulujen oppikirja / 2. Stereometria eli avaruusgeometria: 8—9 oppivuosi: VSFNT:n valistusasian kansankomissariaatin kolleegion vahvistama / suomentanut N. Tokoi (финский язык). Leningrad: Valtion kustannusliike Kirja, 1934.
- Systematischer Kursus der Geometrie: Lehrbuch fur die Mittelschulen / I. O. Gurwitz, R. W. Gangnus; Ubers. von I. M. Felde; Red. von M Goldberger. Engels: Deutsch. Staatsverl., 1935. — Т. 1: Planimetrie: 6-8 Klasse (немецкий язык). — 1935, 1936. — 181 с.
- Systematyczny kurs geometrji: Podrecznik dla szkoly srednej. / J. Gurwic, R. Gangnus. — 3-e wyd., popr. — Kijow; Charkow: Panstwowe Wyd. mniejszosci narodowosciowych USRR, 1935. — Czesc 1: Planimetrja: Dia 6—8 klasy (польский язык). — 1935. — 182 с.
- Геометриянь систематическай курс: васеньце пялькссь: планиметриясь: аф пяшксе средняй и средняй школань 6—8 класса тонафнема книга (мокшанский язык). Моску: Государственнай учебно-педагогическай издательствась, 1936.

## Методические пособия
- Программные материалы по учебным курсам (8-й и 9-й годы обучения). Выпуски 1—8. М.: Московский отдел народного образования, 1926—1927.
- Где учиться: выбор профессионального учебного заведения. Сборник статей. М., 1928—1929.
- Задачи на построение к теме «Пропорциональные отрезки и подобие фигур». М., 1936.
- Методическое письмо по систематическому курсу элемнтарной геометрии. Л.: Ленинградский государственный заочный университет имени А. С. Бубнова (ЛГЗУ), 1936.